# Nemško-ameriški odnosi
Po mnenju vlad Nemčije in ZDA sta obe državi tesni in močni zaveznici. Pred tem sta se obe borila druga proti drugi v obeh svetovnih vojnah. V poznih štiridesetih letih dvajsetega stoletja so ZDA okupirale Zahodno Nemčijo (skupaj z Združenim kraljestvom in Francijo) in zgradile demilitarizirano demokratično družbo. Zahodna Nemčija je dosegla neodvisnost leta 1949. Natu se je pridružila leta 1955, s pridržkom, da bosta njena varnostna politika in vojaški razvoj ostala tesno povezana s politiko Francije, Združenega kraljestva in Združenih držav. Medtem ko se je Zahodna Nemčija tesno povezala z ZDA in Natom, je Vzhodna Nemčija postala satelitska država vzhodnega bloka, tesno povezana s Sovjetsko zvezo in Varšavskim paktom. Potem, ko se je komunistična oblast v Vzhodni Evropi končala med revolucijami leta 1989 in padcem berlinskega zidu, se je Nemčija ponovno združila. Ponovno združena Zvezna republika Nemčija je postala polnopravna članica EU (takrat Evropske skupnosti), Nata in ena najtesnejših zaveznic Združenih držav. Danes imata obe državi poseben odnos. Je tudi največje gospodarstvo v Evropi in četrto največje gospodarstvo na svetu.